# Jintang
Jintang (金堂县) is een stad en arrondissement in de provincie Sichuan van China. Bij de volkstelling van 2020 had Jintang 800.371 inwoners. De stad ligt ten oosten van de metropool Chengdu en is onderdeel van diens agglomeratie.